# Accursius

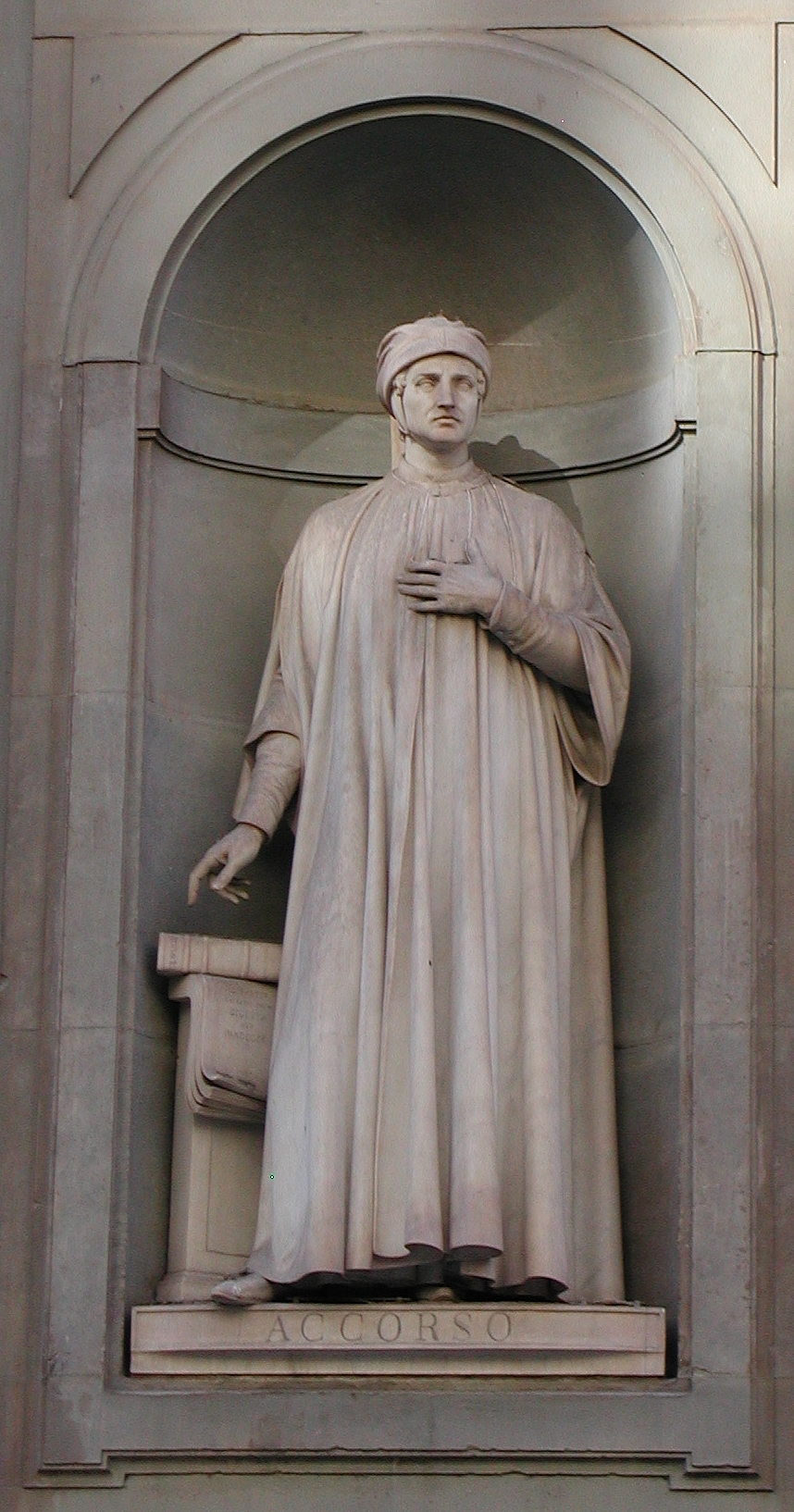
Afbeelding van Accursius in het Uffizi-paleis.

Accursius (in het Italiaans Accursio ofwel Accorso di Bagnolo) (c. 1182-1263) was een Italiaans jurist en hoogleraar. Hij is beroemd als compilator van de Glossa ordinaria, een verzameling van commentaren (glossen) op het Corpus Iuris Civilis. 

## Leven en werk
Accursius werd geboren in Impruneta in de buurt van Florence. Als leerling van Azo was hij eerst werkzaam als jurist in zijn geboorteplaats. Later werd hij benoemd tot professor aan de Universiteit van Bologna. Hij nam het karwei op zich om de tienduizenden commentaren en opmerkingen op de Codex Justinianus, de Instituten en de Digesten te verzamelen. Hij deed dit op basis van eerdere glossen. De compilatie van Accursius kreeg de naam Glossa ordinaria of ook wel de Glossa magistralis en werd voltooid rond 1245. Het gerucht ging dat toen Accursius vernam dat een andere Bolognese jurist, Odofred, met een gelijksoortige werk bezig was, hij onder het mom van ziekte als zijn openbare verantwoordelijkheden afzegde en zich opsloot om de compilatie te voltooien.

## Invloed en nalatenschap
Vanaf het midden van de 13e eeuw was de Glossa ordinaria het beginpunt van iedere tekstuitleg van het Corpus Iuris Civilis. In sommige jurisdicties kreeg het zelfs de kracht van wet. Het gezag van de glosse van Accursius kan mogelijk verklaard worden uit het feit dat hij niet alleen het burgerlijk recht zeer uitputtend behandelde, maar dat hij ook oplossingen aandroeg voor de problemen die het opriep. De beste editie van Accursius' 10.000 glossen tellende notenapparaat is die van Denis Godefroi, gepubliceerd in Lyon in 1589, in zes grote folianten.

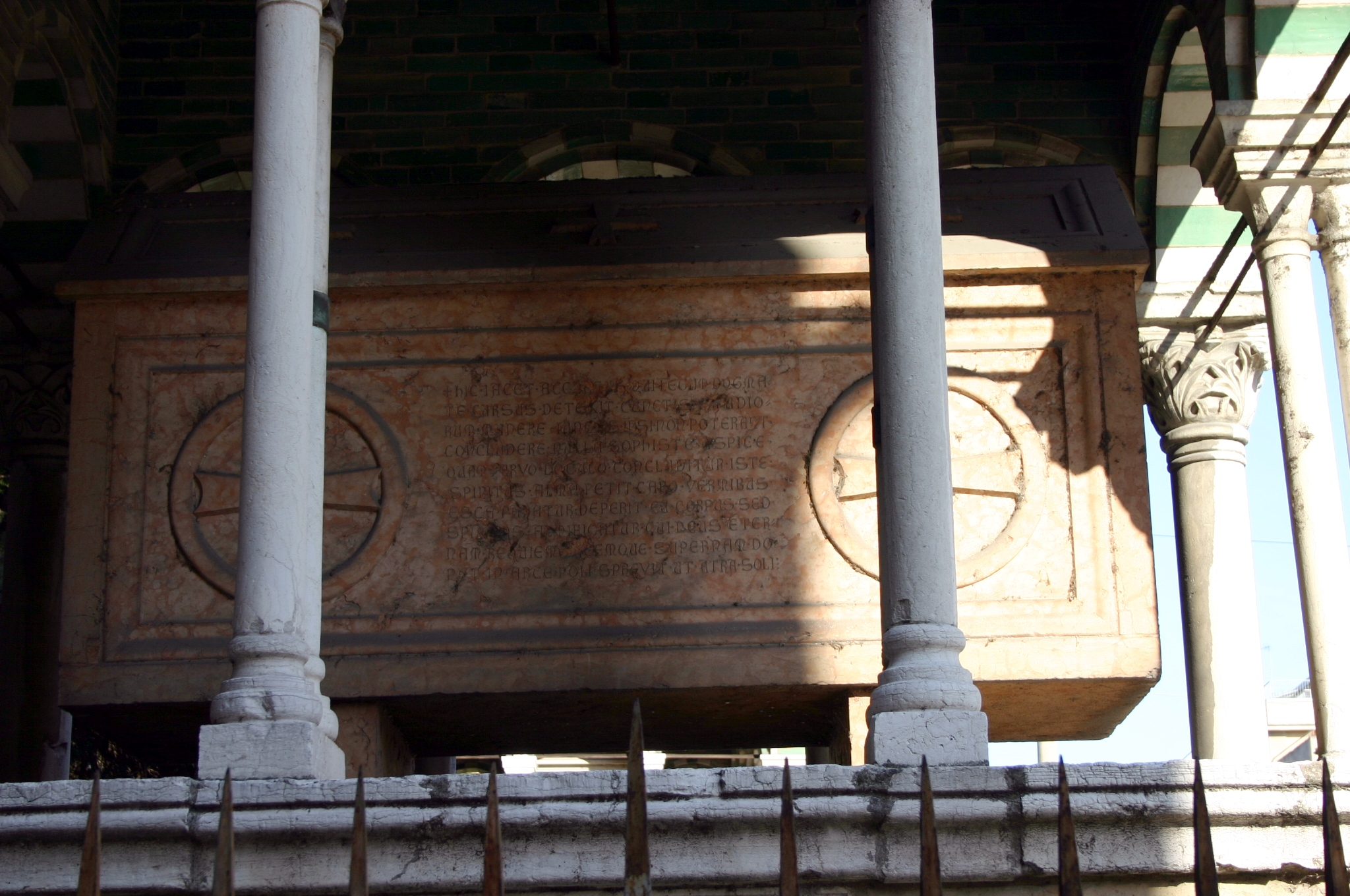
Het graf van Accursius en zijn zoon Franciscus Accursius (1225-1293) in Bologna, Italië.

In de middeleeuwen werd Accursius geroemd als de grootste glossator aller tijden en hij werd zelfs de afgod van de rechtsgeleerden genoemd. De humanisten van de 16e eeuw ontwikkelden kritiek op Accursius, zoals Rabelais in zijn Gargantua and Pantagruel.
Accursius stierf in Bologna.

## Referentie
- (de) Weimar, Peter (2001). Juristen: ein biographisches Lexikon; von der Antike bis zum 20. Jahrhundert. Beck, München, "Accursius", p. 18. ISBN 3406 45957 9.